# Lista siturilor arheologice din județul Hunedoara - G
Lista siturilor arheologice din județul Hunedoara - G conține toate siturile arheologice din județul Hunedoara înscrise în Repertoriul Arheologic Național (RAN) și aflate în localități al căror nume începe cu litera G. RAN este administrat de Ministerul Culturii și Patrimoniului Național și cuprinde date științifice, cartografice, topografice, imagini și planuri, precum și orice alte informații privitoare la zonele cu potențial arheologic, studiate sau nu, încă existente sau dispărute.
Puteți căuta un sit din localitățile care încep cu litera G folosind formularul de mai jos sau puteți naviga prin toate siturile din județ la Lista siturilor arheologice din județul Hunedoara.
| Cod RAN                                  | Denumire | Localitate                                       | Adresă                                                          | Datare                                                | Descoperit | Coordonate                                    | Imagine           | Erori            |
| ---------------------------------------- | --- | ------------------------------------------------ | --------------------------------------------------------------- | ----------------------------------------------------- | ---------- | --------------------------------------------- | ----------------- | ---------------- |
| 90397.01.01 (Cod LMI: HD-I-m-A-03190.05) | Situl arheologic de la Grădiștea de Munte - Sarmizegetusa Regia / ansamblu Sarmizegetusa Regia (Categorie: locuire civilă) (Tip: cetate)                              | sat Grădiștea de Munte, comuna Orăștioara de Sus | Sarmizegetusa Regia                                             | geto-dacică sec. I a. Chr - II p. Chr                 | 1923       | 45°37′19″N 23°18′38″E / 45.62206°N 23.31055°E | Încărcați imagine | Raportați eroare |
| 90397.01.02 (Cod LMI: HD-I-m-A-03190.04) | Situl arheologic de la Grădiștea de Munte - Sarmizegetusa Regia / ansamblu anonim (Categorie: locuire civilă) (Tip: Așezare)                                          | sat Grădiștea de Munte, comuna Orăștioara de Sus | Sarmizegetusa Regia                                             | dacică                                                | 1923       | 45°37′19″N 23°18′38″E / 45.62206°N 23.31055°E | Încărcați imagine | Raportați eroare |
| 90397.01.03 (Cod LMI: HD-I-m-A-03190.03) | Situl arheologic de la Grădiștea de Munte - Sarmizegetusa Regia / ansamblu Zona sacră (Categorie: locuire civilă) (Tip: Sanctuar)                                     | sat Grădiștea de Munte, comuna Orăștioara de Sus | Sarmizegetusa Regia                                             | dacică                                                | 1923       | 45°37′19″N 23°18′38″E / 45.62206°N 23.31055°E | Încărcați imagine | Raportați eroare |
| 90397.01.04 (Cod LMI: HD-I-m-A-03190.02) | Situl arheologic de la Grădiștea de Munte - Sarmizegetusa Regia / ansamblu anonim (Categorie: locuire civilă) (Tip: hambar)                                           | sat Grădiștea de Munte, comuna Orăștioara de Sus | Sarmizegetusa Regia                                             |                                                       | 1923       | 45°37′19″N 23°18′38″E / 45.62206°N 23.31055°E | Încărcați imagine | Raportați eroare |
| 90397.01.05 (Cod LMI: HD-I-m-A-03190.01) | Situl arheologic de la Grădiștea de Munte - Sarmizegetusa Regia / ansamblu anonim (Categorie: locuire civilă) (Tip: Așezare)                                          | sat Grădiștea de Munte, comuna Orăștioara de Sus | Sarmizegetusa Regia                                             |                                                       | 1923       | 45°37′19″N 23°18′38″E / 45.62206°N 23.31055°E | Încărcați imagine | Raportați eroare |
| 90397.02.01 (Cod LMI: HD-I-s-B-03191)    | Așezarea Latene de la Grădiștea de Munte - "Meleia" / ansamblu anonim (Categorie: locuire civilă) (Tip: Așezare)                                                      | sat Grădiștea de Munte, comuna Orăștioara de Sus | Meleia                                                          | geto-dacică sf. sec. I a. Chr. - înc. sec. II p. Chr. |            | 45°N 23°E / 45°N 23°E                         | Încărcați imagine | Raportați eroare |
| 87898.01.01                              | Așezarea preistorică de la Galbina - "Piatra Brății" / ansamblu anonim (Categorie: locuire civilă) (Tip: Locuire)                                                     | sat Galbina, comuna Balșa                        | Piatra Brății                                                   |                                                       |            |                                               | Încărcați imagine | Raportați eroare |
| 87898.02                                 | Tumulul de la Galbina - "Mogaiță" / ansamblu anonim (Categorie: descoperire funerară) (Tip: Tumul)                                                                    | sat Galbina, comuna Balșa                        | Mogaiță                                                         |                                                       |            | 46°01′28″N 23°04′28″E / 46.02453°N 23.07434°E | Încărcați imagine | Raportați eroare |
| 89570.04.01                              | Biserica de tip "rotondă" și cimitirul medieval de la Geoagiu / ansamblu anonim (Categorie: structură de cult/religioasă) (Tip: Biserică)                             | oraș Geoagiu                                     |                                                                 | sec. XII                                              |            |                                               | Încărcați imagine | Raportați eroare |
| 89570.04.02                              | Biserica de tip "rotondă" și cimitirul medieval de la Geoagiu / ansamblu anonim (Categorie: structură de cult/religioasă) (Tip: Necropolă)                            | oraș Geoagiu                                     |                                                                 | sec. XIII - XVII                                      |            |                                               | Încărcați imagine | Raportați eroare |
| 88966.01.01                              | Așezarea preistorică de la Grohot / ansamblu anonim (Categorie: locuire civilă) (Tip: Așezare)                                                                        | sat Grohot, comuna Bulzeștii de Sus              | La Pod                                                          | Coțofeni                                              |            |                                               | Încărcați imagine | Raportați eroare |
| 86892.02.01 (Cod LMI: HD-II-m-B-03318)   | Mănăstirea Alicului de la Ghelari / ansamblu anonim (Categorie: structură de cult/religioasă) (Tip: Mănăstire)                                                        | sat Ghelari, comuna Ghelari                      |                                                                 | sec. XV                                               |            |                                               | Încărcați imagine | Raportați eroare |
| 90583.01.01                              | Biserica și necropola medievală de la Galați / ansamblu anonim (Categorie: construcție) (Tip: biserică)                                                               | sat Galați, comuna Pui                           |                                                                 | sec. XVI                                              |            |                                               | Încărcați imagine | Raportați eroare |
| 90583.01.02                              | Biserica și necropola medievală de la Galați / ansamblu anonim (Categorie: construcție) (Tip: necropola)                                                              | sat Galați, comuna Pui                           |                                                                 | sec. XVI                                              |            |                                               | Încărcați imagine | Raportați eroare |
| 88706.01.01                              | Situl arheologic de la Gânțaga- Dâmbulea / ansamblu anonim (Categorie: locuire) (Tip: Așezare)                                                                        | sat Gânțaga, comuna Bretea Română                | Dâmbulea                                                        | Coțofeni                                              |            |                                               | Încărcați imagine | Raportați eroare |
| 88706.01.02                              | Situl arheologic de la Gânțaga- Dâmbulea / ansamblu anonim (Categorie: locuire) (Tip: Așezare)                                                                        | sat Gânțaga, comuna Bretea Română                | Dâmbulea                                                        | Wietenberg                                            |            |                                               | Încărcați imagine | Raportați eroare |
| 88706.02.01                              | Așezarea dacică de la Gânțaga- Valea Gânțăgii / ansamblu anonim (Categorie: locuire) (Tip: Așezare)                                                                   | sat Gânțaga, comuna Bretea Română                | Valea Gânțăgii                                                  | dacică                                                |            |                                               | Încărcați imagine | Raportați eroare |
| 89623.01.01                              | Situl arheologic din epoca bronzului de la Gelmar- La Dig / ansamblu anonim (Categorie: locuire) (Tip: așezare)                                                       | sat Gelmar, oraș Geoagiu                         | La Dig                                                          |                                                       |            |                                               | Încărcați imagine | Raportați eroare |
| 89623.01.02                              | Situl arheologic din epoca bronzului de la Gelmar- La Dig / ansamblu anonim (Categorie: locuire) (Tip: Așezare)                                                       | sat Gelmar, oraș Geoagiu                         | La Dig                                                          | Wietenberg                                            |            |                                               | Încărcați imagine | Raportați eroare |
| 89570.03.01                              | Situl arheologic de la Geoagiu- Peștera Geoagiu / ansamblu anonim (Categorie: locuire) (Tip: Așezare)                                                                 | oraș Geoagiu                                     | Peștera Geoagiu                                                 |                                                       |            |                                               | Încărcați imagine | Raportați eroare |
| 89570.03.02                              | Situl arheologic de la Geoagiu- Peștera Geoagiu / ansamblu anonim (Categorie: locuire) (Tip: așezare)                                                                 | oraș Geoagiu                                     | Peștera Geoagiu                                                 | Wietenberg                                            |            |                                               | Încărcați imagine | Raportați eroare |
| 89570.06.01                              | Situl arheologic de la Geoagiu- Dealul Pedeapsa / ansamblu anonim (Categorie: locuire) (Tip: constructie)                                                             | oraș Geoagiu                                     | Dealul Pedeapsa                                                 | romană                                                |            |                                               | Încărcați imagine | Raportați eroare |
| 89570.06.02                              | Situl arheologic de la Geoagiu- Dealul Pedeapsa / ansamblu anonim (Categorie: locuire) (Tip: Așezare)                                                                 | oraș Geoagiu                                     | Dealul Pedeapsa                                                 |                                                       |            |                                               | Încărcați imagine | Raportați eroare |
| 89570.06.03                              | Situl arheologic de la Geoagiu- Dealul Pedeapsa / ansamblu anonim (Categorie: locuire) (Tip: Așezare)                                                                 | oraș Geoagiu                                     | Dealul Pedeapsa                                                 | Wietenberg                                            |            |                                               | Încărcați imagine | Raportați eroare |
| 89570.07.01                              | Situl arheologic de la Geoagiu- Sălașul Sârbilor / ansamblu anonim (Categorie: locuire) (Tip: Așezare)                                                                | oraș Geoagiu                                     | Sălașul Sârbilor                                                | Coțofeni                                              |            |                                               | Încărcați imagine | Raportați eroare |
| 89570.07.02                              | Situl arheologic de la Geoagiu- Sălașul Sârbilor / ansamblu anonim (Categorie: locuire) (Tip: așezare)                                                                | oraș Geoagiu                                     | Sălașul Sârbilor                                                | Wietenberg                                            |            |                                               | Încărcați imagine | Raportați eroare |
| 89570.08.01                              | Situl arheologic de la Geoagiu- Dealul Cetățuie / ansamblu anonim (Categorie: locuire) (Tip: Așezare)                                                                 | oraș Geoagiu                                     | Dealul Cetățuie                                                 | Turdaș                                                |            |                                               | Încărcați imagine | Raportați eroare |
| 89570.08.02                              | Situl arheologic de la Geoagiu- Dealul Cetățuie / ansamblu anonim (Categorie: locuire) (Tip: Așezare)                                                                 | oraș Geoagiu                                     | Dealul Cetățuie                                                 | Petrești                                              |            |                                               | Încărcați imagine | Raportați eroare |
| 89570.08.03                              | Situl arheologic de la Geoagiu- Dealul Cetățuie / ansamblu anonim (Categorie: locuire) (Tip: așezare)                                                                 | oraș Geoagiu                                     | Dealul Cetățuie                                                 | Coțofeni                                              |            |                                               | Încărcați imagine | Raportați eroare |
| 89570.09.01                              | Fortificația de pământ de la Geoagiu- Tureac / ansamblu anonim (Categorie: fortificație) (Tip: Fortificație)                                                          | oraș Geoagiu                                     | Tureac                                                          |                                                       |            |                                               | Încărcați imagine | Raportați eroare |
| 89570.10.01                              | Așezarea din epoca bronzului de la Geoagiu- Fântâna lui Buboi / ansamblu anonim (Categorie: locuire) (Tip: Așezare)                                                   | oraș Geoagiu                                     | Fântâna lui Buboi                                               |                                                       |            |                                               | Încărcați imagine | Raportați eroare |
| 89570.11.01                              | Necropola romană de la Geoagiu / ansamblu anonim (Categorie: necropolă) (Tip: necropola)                                                                              | oraș Geoagiu                                     |                                                                 | romană                                                |            |                                               | Încărcați imagine | Raportați eroare |
| 89570.11.02                              | Necropola romană de la Geoagiu / ansamblu anonim (Categorie: necropolă) (Tip: carieră)                                                                                | oraș Geoagiu                                     |                                                                 | romană                                                |            |                                               | Încărcați imagine | Raportați eroare |
| 86892.03                                 | Mănăstirea Alicului de la Ghelari (Categorie: construcție) (Tip: mănăstire)                                                                                           | sat Ghelari, comuna Ghelari                      |                                                                 |                                                       |            |                                               | Încărcați imagine | Raportați eroare |
| 86909.02.01                              | Așezarea Coțofeni de la Govăjdia- Peștera de la Cruce / ansamblu anonim (Categorie: locuire) (Tip: așezare)                                                           | sat Govăjdia, comuna Ghelari                     | Peștera de la Cruce                                             | Coțofeni                                              |            |                                               | Încărcați imagine | Raportați eroare |
| 86909.03.01                              | Cetatea dacică de la Govăjdia / ansamblu anonim (Categorie: cetate) (Tip: Cetate)                                                                                     | sat Govăjdia, comuna Ghelari                     |                                                                 | dacică                                                |            |                                               | Încărcați imagine | Raportați eroare |
| 90397.09.01                              | Cetatea dacică de la Grădiștea de Munte- Comărnicelu Cetei / ansamblu anonim (Categorie: cetate) (Tip: cetate)                                                        | sat Grădiștea de Munte, comuna Orăștioara de Sus | Comărnicelu Cetei                                               | dacică                                                |            |                                               | Încărcați imagine | Raportați eroare |
| 90397.10.01                              | Așezarea dacică de la Grădiștea de Munte- Căprioarele / ansamblu anonim (Categorie: locuire) (Tip: Așezare)                                                           | sat Grădiștea de Munte, comuna Orăștioara de Sus | Căprioarele                                                     | dacică                                                |            |                                               | Încărcați imagine | Raportați eroare |
| 90397.11.01                              | Așezarea dacică de la Grădiștea de Munte- Curmătura Văii Rele / ansamblu anonim (Categorie: locuire) (Tip: așezare)                                                   | sat Grădiștea de Munte, comuna Orăștioara de Sus | Curmătura Văii Rele                                             | dacică                                                |            |                                               | Încărcați imagine | Raportați eroare |
| 90397.12.01                              | Așezarea dacică de la Grădiștea de Munte- Vârtoape / ansamblu anonim (Categorie: locuire) (Tip: așezare)                                                              | sat Grădiștea de Munte, comuna Orăștioara de Sus | Vârtoape                                                        | dacică                                                |            |                                               | Încărcați imagine | Raportați eroare |
| 90397.13.01                              | Așezarea dacică de la Grădiștea de Munte- Ciaoca cu Frasini / ansamblu anonim (Categorie: locuire) (Tip: Așezare)                                                     | sat Grădiștea de Munte, comuna Orăștioara de Sus | Cioaca cu Frasini                                               | dacică                                                |            |                                               | Încărcați imagine | Raportați eroare |
| 90397.14.01                              | Așezarea dacică de la Grădiștea de Munte / ansamblu anonim (Categorie: locuire) (Tip: Așezare)                                                                        | sat Grădiștea de Munte, comuna Orăștioara de Sus | Gerosul                                                         | dacică                                                |            |                                               | Încărcați imagine | Raportați eroare |
| 90397.15.01                              | Așezarea dacică de la Grădiștea de Munte- Dealul Cugereanului / ansamblu anonim (Categorie: locuire) (Tip: Așezare)                                                   | sat Grădiștea de Munte, comuna Orăștioara de Sus | Dealul Cugereanului                                             | dacică                                                |            |                                               | Încărcați imagine | Raportați eroare |
| 90397.16.01                              | Așezarea dacică de la Grădiștea de Munte- Curmătura Comărnicelului Cetei / ansamblu anonim (Categorie: locuire) (Tip: Așezare)                                        | sat Grădiștea de Munte, comuna Orăștioara de Sus | Curmătura Comărnicelului Cetei                                  | dacică                                                |            |                                               | Încărcați imagine | Raportați eroare |
| 90397.17.01                              | Așezarea dacică de la Grădiștea de Munte- La Arie / ansamblu anonim (Categorie: locuire) (Tip: Așezare)                                                               | sat Grădiștea de Munte, comuna Orăștioara de Sus | La Arie                                                         | dacică                                                |            |                                               | Încărcați imagine | Raportați eroare |
| 90397.18.01                              | Așezarea dacică de la Grădiștea de Munte- Dosul Dealului / ansamblu anonim (Categorie: locuire) (Tip: Așezare)                                                        | sat Grădiștea de Munte, comuna Orăștioara de Sus | Dosul Dealului                                                  | dacică                                                |            |                                               | Încărcați imagine | Raportați eroare |
| 90397.19.01                              | Așezarea dacică de la Grădiștea de Munte- Cioaca lui Alexandru / ansamblu anonim (Categorie: locuire) (Tip: Așezare)                                                  | sat Grădiștea de Munte, comuna Orăștioara de Sus | Cioaca lui Alexandru                                            | dacică                                                |            |                                               | Încărcați imagine | Raportați eroare |
| 90397.20.01                              | Așezarea dacică de la Grădiștea de Munte- Cioaca lui Rânjoi / ansamblu anonim (Categorie: locuire) (Tip: Așezare)                                                     | sat Grădiștea de Munte, comuna Orăștioara de Sus | Cioaca lui Rânjoi                                               | dacică                                                |            |                                               | Încărcați imagine | Raportați eroare |
| 90397.21.01                              | Așezarea dacică de la Grădiștea de Munte- Confluența Anineș-Gârbavu / ansamblu anonim (Categorie: locuire) (Tip: Așezare)                                             | sat Grădiștea de Munte, comuna Orăștioara de Sus | Confluența Anineș-Gârbavu                                       | dacică                                                |            |                                               | Încărcați imagine | Raportați eroare |
| 90397.22.01                              | Așezarea dacică de la Grădiștea de Munte- Confluența Valea Mică-Valea Anineșului / ansamblu anonim (Categorie: locuire) (Tip: Așezare)                                | sat Grădiștea de Munte, comuna Orăștioara de Sus | Confluența Valea Mică-Valea Anineșului                          | dacică                                                |            |                                               | Încărcați imagine | Raportați eroare |
| 90397.23.01                              | Așezarea dacică de la Grădiștea de Munte- Culmea Anineșului / ansamblu anonim (Categorie: locuire) (Tip: Așezare)                                                     | sat Grădiștea de Munte, comuna Orăștioara de Sus | Culmea Anineșului                                               | dacică                                                |            |                                               | Încărcați imagine | Raportați eroare |
| 90397.24.01                              | Așezarea dacică fortificată de la Grădiștea de Munte- Dealul Anineșului / ansamblu anonim (Categorie: locuire) (Tip: Așezare fortificată)                             | sat Grădiștea de Munte, comuna Orăștioara de Sus | Dealul Anineșului                                               | dacică                                                |            |                                               | Încărcați imagine | Raportați eroare |
| 90397.25.01                              | Așezarea dacică de la Grădiștea de Munte- Dealul Măgureanului / ansamblu anonim (Categorie: locuire) (Tip: Așezare)                                                   | sat Grădiștea de Munte, comuna Orăștioara de Sus | Dealul Măgureanului                                             | dacică                                                |            |                                               | Încărcați imagine | Raportați eroare |
| 90397.26.01                              | Așezarea dacică de la Grădiștea de Munte- Dealul lui Cocoș / ansamblu anonim (Categorie: locuire) (Tip: Așezare)                                                      | sat Grădiștea de Munte, comuna Orăștioara de Sus | Dealul lui Cocoș                                                | dacică                                                |            |                                               | Încărcați imagine | Raportați eroare |
| 86892.04.01                              | Mina de la Ghelari / ansamblu anonim (Categorie: exploatare/carieră) (Tip: Mină)                                                                                      | sat Ghelari, comuna Ghelari                      |                                                                 | dacică                                                |            |                                               | Încărcați imagine | Raportați eroare |
| 86892.04.02                              | Mina de la Ghelari / ansamblu anonim (Categorie: exploatare/carieră) (Tip: Mină)                                                                                      | sat Ghelari, comuna Ghelari                      |                                                                 |                                                       |            |                                               | Încărcați imagine | Raportați eroare |
| 86892.04.03                              | Mina de la Ghelari / ansamblu anonim (Categorie: exploatare/carieră) (Tip: Mină)                                                                                      | sat Ghelari, comuna Ghelari                      |                                                                 |                                                       |            |                                               | Încărcați imagine | Raportați eroare |
| 90397.27.01                              | Atelierul din epoca dacică de la Grădiștea de Munte- Căprăreața / ansamblu anonim (Categorie: locuire) (Tip: Atelier)                                                 | sat Grădiștea de Munte, comuna Orăștioara de Sus | Căprăreața                                                      | dacică                                                | 1970       | 45°38′03″N 23°19′04″E / 45.6342°N 23.31777°E  | Încărcați imagine | Raportați eroare |
| 90397.28.01                              | Atelierul din epoca dacică de la Grădiștea de Munte- Gura Tâmpului / ansamblu anonim (Categorie: locuire) (Tip: Atelier)                                              | sat Grădiștea de Munte, comuna Orăștioara de Sus | Gura Tâmpului                                                   | dacică                                                |            |                                               | Încărcați imagine | Raportați eroare |
| 90397.29.01                              | Așezaredin epoca dacică de la Grădiștea de Munte- Dealul Popii / ansamblu anonim (Categorie: locuire) (Tip: Așezare)                                                  | sat Grădiștea de Munte, comuna Orăștioara de Sus | Dealul Popii                                                    | dacică                                                |            |                                               | Încărcați imagine | Raportați eroare |
| 90397.30.01                              | Movila de epocă dacică clasică de la Grădiștea de Munte- Rudele / ansamblu anonim (Categorie: mormant tumular) (Tip: Mormânt tumular)                                 | sat Grădiștea de Munte, comuna Orăștioara de Sus | Rudele                                                          | dacică                                                |            |                                               | Încărcați imagine | Raportați eroare |
| 90397.31.01                              | Așezare de epocă dacică de la Grădiștea de Munte- Lunca Nastii / ansamblu anonim (Categorie: locuire) (Tip: Așezare)                                                  | sat Grădiștea de Munte, comuna Orăștioara de Sus | Lunca Nastii                                                    | dacică                                                |            |                                               | Încărcați imagine | Raportați eroare |
| 90397.32.01                              | Așezare de epocă dacică de la Grădiștea de Munte- Dealul Muncelului / ansamblu anonim (Categorie: locuire) (Tip: terase)                                              | sat Grădiștea de Munte, comuna Orăștioara de Sus | Dealul Muncelului                                               | dacică                                                |            | 45°37′39″N 23°16′01″E / 45.62762°N 23.26692°E | Încărcați imagine | Raportați eroare |
| 90397.33.01                              | Așezare de epocă dacică de la Grădiștea de Munte- Terasa Hârban / ansamblu anonim (Categorie: locuire) (Tip: locuința)                                                | sat Grădiștea de Munte, comuna Orăștioara de Sus | Terasa Hârban                                                   | dacica                                                |            |                                               | Încărcați imagine | Raportați eroare |
| 90397.34.01                              | Așezare de epocă dacică de la Grădiștea de Munte- Lupoaia / ansamblu anonim (Categorie: locuire) (Tip: Așezare)                                                       | sat Grădiștea de Munte, comuna Orăștioara de Sus | Lupoaia                                                         | dacică                                                |            |                                               | Încărcați imagine | Raportați eroare |
| 90397.35.01                              | Așezare de epocă dacică de la Grădiștea de Munte- Dealul lui Bogdan / ansamblu anonim (Categorie: locuire) (Tip: Așezare)                                             | sat Grădiștea de Munte, comuna Orăștioara de Sus | Dealul lui Bogdan                                               | dacică                                                |            |                                               | Încărcați imagine | Raportați eroare |
| 90397.36.01                              | Fortificația de epocă dacică de la grădiștea de Munte- Dealul Arieșului / ansamblu anonim (Categorie: fortificație) (Tip: turn)                                       | sat Grădiștea de Munte, comuna Orăștioara de Sus | Dealul Arieșului                                                | dacică                                                |            |                                               | Încărcați imagine | Raportați eroare |
| 90397.37.01                              | Așezările fortificate de epocă romană de la Grădiștea de Munte- Comărnicelul / ansamblu anonim (Categorie: locuire) (Tip: așezare fortificată)                        | sat Grădiștea de Munte, comuna Orăștioara de Sus | Comărnicelul                                                    | romană                                                |            |                                               | Încărcați imagine | Raportați eroare |
| 89632.02.01                              | Așezarea de epoca bronzului de la Geoagiu-Băi - Peștera de lângă lac / ansamblu anonim (Categorie: locuire) (Tip: Așezare)                                            | sat Geoagiu-Băi, oraș Geoagiu                    | Peștera de lângă lac                                            |                                                       |            |                                               | Încărcați imagine | Raportați eroare |
| 89696.02.01                              | Așezarea preistorică de la Gurasada / ansamblu anonim (Categorie: locuire) (Tip: Așezare)                                                                             | sat Gurasada, comuna Gurasada                    |                                                                 |                                                       |            |                                               | Încărcați imagine | Raportați eroare |
| 90397.38.01                              | Situl arheologic de la Grădiștea de Munte - Tâmpu / ansamblu anonim (Categorie: locuire) (Tip: Așezare)                                                               | sat Grădiștea de Munte, comuna Orăștioara de Sus | Tâmpu                                                           | dacică                                                |            | 45°36′29″N 23°19′48″E / 45.60799°N 23.33013°E | Încărcați imagine | Raportați eroare |
| 90397.38.02                              | Situl arheologic de la Grădiștea de Munte - Tâmpu / ansamblu anonim (Categorie: locuire) (Tip: complex de movile)                                                     | sat Grădiștea de Munte, comuna Orăștioara de Sus | Tâmpu                                                           |                                                       |            | 45°36′29″N 23°19′48″E / 45.60799°N 23.33013°E | Încărcați imagine | Raportați eroare |
| 90397.39.01                              | Situl arheologic de la Grădiștea de Munte - Peștera 1 din Culmea Vârtoapelor / ansamblu anonim(La Găuri - Bodii) (Categorie: locuire) (Tip: Așezare în peșteră)       | sat Grădiștea de Munte, comuna Orăștioara de Sus | Peștera 1 din Culmea Vârtoapelor                                | dacică - Clasică                                      |            | 45°38′53″N 23°13′14″E / 45.64819°N 23.22053°E | Încărcați imagine | Raportați eroare |
| 90397.39.02                              | Situl arheologic de la Grădiștea de Munte - Peștera 1 din Culmea Vârtoapelor / ansamblu anonim(La Găuri - Bodii) (Categorie: locuire) (Tip: Așezare în peșteră)       | sat Grădiștea de Munte, comuna Orăștioara de Sus | Peștera 1 din Culmea Vârtoapelor                                |                                                       |            | 45°38′53″N 23°13′14″E / 45.64819°N 23.22053°E | Încărcați imagine | Raportați eroare |
| 89623.02.01                              | Situl arheologic de la Gelmar-Gelmar II-km 1+850 - 2+050 variantei de ocolire Deva-Orăștie / ansamblu anonim (Categorie: locuire) (Tip: așezare)                      | sat Gelmar, oraș Geoagiu                         | Gelmar II-km 1+850 - 2+050 al variantei de ocolire Deva-Orăștie | sec. II-III                                           |            |                                               | Încărcați imagine | Raportați eroare |
| 89623.02.02                              | Situl arheologic de la Gelmar-Gelmar II-km 1+850 - 2+050 variantei de ocolire Deva-Orăștie / ansamblu anonim (Categorie: locuire) (Tip: așezare)                      | sat Gelmar, oraș Geoagiu                         | Gelmar II-km 1+850 - 2+050 al variantei de ocolire Deva-Orăștie |                                                       |            |                                               | Încărcați imagine | Raportați eroare |
| 89632.01.01 (Cod LMI: HD-I-m-A-03187.01) | Situl arheologic de la Geoagiu-Băi - "Dâmbul romanilor" / ansamblu Așezarea Germisara (Categorie: locuire) (Tip: Așezare)                                             | sat Geoagiu-Băi, oraș Geoagiu                    | Dâmbul romanilor                                                | romană                                                |            | 45°N 23°E / 45°N 23°E                         | Încărcați imagine | Raportați eroare |
| 89632.01.02 (Cod LMI: HD-I-m-A-03187.02) | Situl arheologic de la Geoagiu-Băi - "Dâmbul romanilor" / ansamblu Complexul de băi termale (Categorie: locuire) (Tip: Băi)                                           | sat Geoagiu-Băi, oraș Geoagiu                    | Dâmbul romanilor                                                | romană                                                |            | 45°N 23°E / 45°N 23°E                         | Încărcați imagine | Raportați eroare |
| 89570.01.01 (Cod LMI: HD-I-s-A-03186)    | Drumul roman de la Geoagiu / ansamblu anonim (Categorie: construcție) (Tip: Drum)                                                                                     | oraș Geoagiu                                     |                                                                 | sec. II-III p. Chr.                                   |            | 45°N 23°E / 45°N 23°E                         | Încărcați imagine | Raportați eroare |
| 86892.01.02 (Cod LMI: HD-I-s-B-03188)    | Cuptoare de reducere a minereului de fier de la Ghelari - "Valea Caselor" / ansamblu anonim (Categorie: construcție) (Tip: Așezare)                                   | sat Ghelari, comuna Ghelari                      | Valea Caselor                                                   |                                                       |            | 45°N 22°E / 45°N 22°E                         | Încărcați imagine | Raportați eroare |
| 86892.01.01 (Cod LMI: HD-I-s-B-03188)    | Cuptoare de reducere a minereului de fier de la Ghelari - "Valea Caselor" / ansamblu Cuptoare de reducere a minereului de fier (Categorie: construcție) (Tip: Cuptor) | sat Ghelari, comuna Ghelari                      | Valea Caselor                                                   | sec. XV-XVI p. Chr.                                   |            | 45°N 22°E / 45°N 22°E                         | Încărcați imagine | Raportați eroare |
| 92248.01.02 (Cod LMI: HD-I-m-B-03189.02) | Așezarea Coțofeni de la Godinești - "Peștera de Sus" / ansamblu anonim (Categorie: locuire civilă) (Tip: Așezare)                                                     | sat Godinești, comuna Zam                        | Peștera de Sus                                                  | Coțofeni                                              |            | 46°N 22°E / 46°N 22°E                         | Încărcați imagine | Raportați eroare |
| 92248.01.01 (Cod LMI: HD-I-m-B-03189.01) | Așezarea Coțofeni de la Godinești - "Peștera de Sus" / ansamblu anonim (Categorie: locuire civilă) (Tip: Așezare)                                                     | sat Godinești, comuna Zam                        | Peștera de Sus                                                  |                                                       |            | 46°N 22°E / 46°N 22°E                         | Încărcați imagine | Raportați eroare |
| 90397.03.01 (Cod LMI: HD-I-s-B-03192)    | Așezarea Latene de la Grădiștea de Munte - "Fața Cetei" / ansamblu anonim (Categorie: locuire civilă) (Tip: Așezare)                                                  | sat Grădiștea de Munte, comuna Orăștioara de Sus | Fața Cetei                                                      | geto-dacică sec. I a. Chr. - înc. sec. II p. Chr.     |            | 45°N 23°E / 45°N 23°E                         | Încărcați imagine | Raportați eroare |
| 90397.04.02 (Cod LMI: HD-I-m-A-03193.02) | Fortificația Latene de la Grădiștea de Munte - "Vârful lui Hulpe" / ansamblu anonim (Categorie: fortificație) (Tip: Turn)                                             | sat Grădiștea de Munte, comuna Orăștioara de Sus | Vârful lui Hulpe                                                | sec. I a. Chr. - I p. Chr.                            |            | 45°39′52″N 23°16′25″E / 45.66448°N 23.27363°E | Încărcați imagine | Raportați eroare |
| 90397.04.03 (Cod LMI: HD-I-m-A-03193.03) | Fortificația Latene de la Grădiștea de Munte - "Vârful lui Hulpe" / ansamblu anonim (Categorie: fortificație) (Tip: Zid)                                              | sat Grădiștea de Munte, comuna Orăștioara de Sus | Vârful lui Hulpe                                                | sec. I a. Chr. - I p. Chr.                            |            | 45°39′52″N 23°16′25″E / 45.66448°N 23.27363°E | Încărcați imagine | Raportați eroare |
| 90397.04.01 (Cod LMI: HD-I-m-A-03193.01) | Fortificația Latene de la Grădiștea de Munte - "Vârful lui Hulpe" / ansamblu anonim (Categorie: fortificație) (Tip: Fortificație)                                     | sat Grădiștea de Munte, comuna Orăștioara de Sus | Vârful lui Hulpe                                                | geto-dacică sec. I a. Chr. - I p. Chr.                |            | 45°39′52″N 23°16′25″E / 45.66448°N 23.27363°E | Încărcați imagine | Raportați eroare |
| 90397.05.01 (Cod LMI: HD-I-m-A-03194.02) | Așezarea de la Grădiștea de Munte - "Sub Cununi" / ansamblu anonim (Categorie: locuire civilă) (Tip: Așezare)                                                         | sat Grădiștea de Munte, comuna Orăștioara de Sus | Sub Cununi                                                      | geto-dacică sec. I a. Chr. - înc. II p. Chr.          |            | 45°N 23°E / 45°N 23°E                         | Încărcați imagine | Raportați eroare |
| 90397.05.02 (Cod LMI: HD-I-m-A-03194.01) | Așezarea de la Grădiștea de Munte - "Sub Cununi" / ansamblu Așezarea romană Ranisstorum (Categorie: locuire civilă) (Tip: Așezare)                                    | sat Grădiștea de Munte, comuna Orăștioara de Sus | Sub Cununi                                                      | sec. II p. Chr.                                       |            | 45°N 23°E / 45°N 23°E                         | Încărcați imagine | Raportați eroare |
| 90397.06.01 (Cod LMI: HD-I-s-A-03195)    | Situl arheologic de la Grădiștea de Munte - "Vârful Muncel" / ansamblu anonim (Categorie: locuire) (Tip: Fortificație de pământ)                                      | sat Grădiștea de Munte, comuna Orăștioara de Sus | Vârful Muncel                                                   | geto-dacică sf. sec. I p. Chr.                        |            | 45°N 23°E / 45°N 23°E                         | Încărcați imagine | Raportați eroare |
| 90397.06.02 (Cod LMI: HD-I-s-A-03195)    | Situl arheologic de la Grădiștea de Munte - "Vârful Muncel" / ansamblu Castru de marș (Categorie: locuire) (Tip: Castru)                                              | sat Grădiștea de Munte, comuna Orăștioara de Sus | Vârful Muncel                                                   |                                                       |            | 45°N 23°E / 45°N 23°E                         | Încărcați imagine | Raportați eroare |
| 90397.07.02 (Cod LMI: HD-I-m-A-03196.01) | Așezarea Latene de la Grădiștea de Munte - "Fețele Albe" / ansamblu anonim (Categorie: locuire civilă) (Tip: Sanctuar circular)                                       | sat Grădiștea de Munte, comuna Orăștioara de Sus | Fețele Albe                                                     | sec. II a. Chr. - sec. I p. Chr.                      |            | 45°37′30″N 23°18′21″E / 45.62489°N 23.30581°E | Încărcați imagine | Raportați eroare |
| 90397.07.01 (Cod LMI: HD-I-s-A-03196)    | Așezarea Latene de la Grădiștea de Munte - "Fețele Albe" / ansamblu anonim (Categorie: locuire civilă) (Tip: Așezare)                                                 | sat Grădiștea de Munte, comuna Orăștioara de Sus | Fețele Albe                                                     | geto-dacică sec. II a. Chr. - sec. I p. Chr.          |            | 45°37′30″N 23°18′21″E / 45.62489°N 23.30581°E | Încărcați imagine | Raportați eroare |
| 90397.08.01 (Cod LMI: HD-I-s-A-03197)    | Așezarea Latene de la Grădiștea de Munte - "Groapa" / ansamblu anonim (Categorie: locuire civilă) (Tip: Așezare)                                                      | sat Grădiștea de Munte, comuna Orăștioara de Sus | Groapa, Dealul lui Cocoș                                        | geto-dacică sec. I a. Chr. - I p. Chr.                |            | 45°N 23°E / 45°N 23°E                         | Încărcați imagine | Raportați eroare |